# Andrzej Bartkowiak

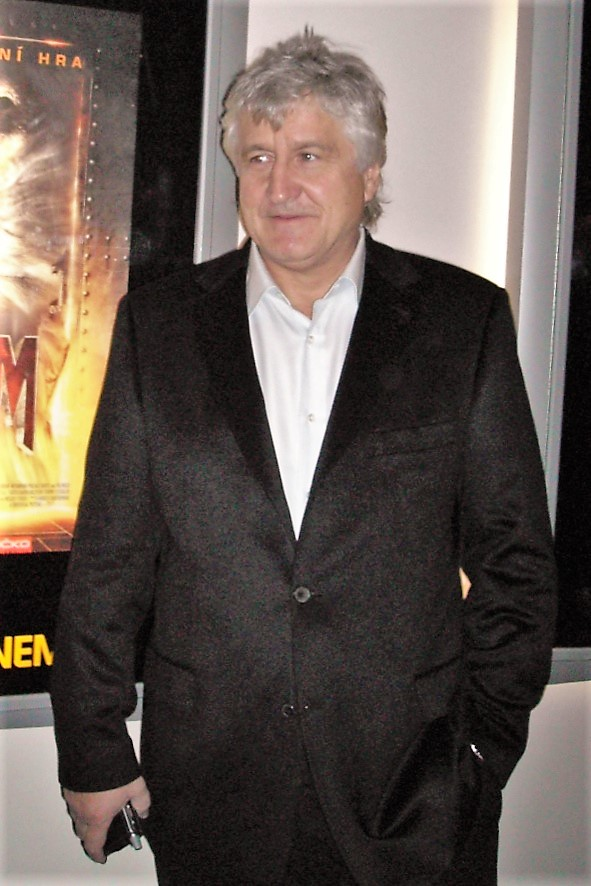
Andrzej Bartkowiak, ASC (2005)

Andrzej Bartkowiak (Łódź, 6 marzo 1950) è un regista, direttore della fotografia e attore polacco.

## Filmografia

### Regista
- Romeo deve morire (Romeo Must Die) (2000)
- Ferite mortali (Exit Wounds) (2001)
- HRT – film TV (2001)
- Amici × la morte (Cradle 2 the Grave) (2003)
- Doom (2005)
- Street Fighter - La leggenda (Street Fighter: The Legend of Chun-Li) (2009)
- Altar Rock (2017)

### Direttore della fotografia
- Carrel agente pericoloso (Deadly Hero), regia di Ivan Nagy (1975)
- 3 by Cheever, serie TV, episodio The 5:48, regia di James Ivory (1979)
- Il principe della città (Prince of the City), regia di Sidney Lumet (1981)
- Trappola mortale (Deathtrap), regia di Sidney Lumet (1982)
- Il verdetto (The Verdict), regia di Sidney Lumet (1982)
- Daniel, regia di Sidney Lumet (1983)
- Voglia di tenerezza (Terms of Endearment), regia di James L. Brooks (1983)
- Cercando la Garbo (Garbo talks), regia di Sidney Lumet (1984)
- L'onore dei Prizzi (Prizzi's Honor), regia di John Huston (1985)
- Power - Potere (Power), regia di Sidney Lumet (1986)
- Il mattino dopo (The Morning After), regia di Sidney Lumet (1986)
- Pazza (Nuts), regia di Martin Ritt (1987)
- I gemelli (Twins), regia di Ivan Reitman (1988)
- Sono affari di famiglia (Family Business), regia di Sidney Lumet (1989)
- Terzo grado (Q & A), regia di Sidney Lumet (1990)
- Un marito di troppo (Hard Promises), regia di Martin Davidson (1991)
- Una estranea fra noi (A Stranger Among Us), regia di Sidney Lumet (1992)
- Un giorno di ordinaria follia (Falling Down), regia di Joel Schumacher (1993)
- Per legittima accusa (Guilty as Sin), regia di Sidney Lumet (1993)
- Speed, regia di Jan de Bont (1994)
- Alla ricerca dello stregone (A Good Man in Africa), regia di Bruce Beresford (1994)
- Lontano da Isaiah (Losing Isaiah), regia di Stephen Gyllenhaal (1995)
- Specie mortale (Species), regia di Roger Donaldson (1995)
- Jade, regia di William Friedkin (1995)
- L'amore ha due facce (The Mirror Has Two Faces), regia di Barbra Streisand (1996)
- Dante's Peak - La furia della montagna (Dante's Peak), regia di Roger Donaldson (1997)
- L'avvocato del diavolo (The Devil's Advocate), regia di Taylor Hackford (1997)
- U.S. Marshals - Caccia senza tregua (U.S. Marshals), regia di Stuart Baird (1998)
- Arma letale 4 (Lethal Weapon 4), regia di Richard Donner (1998)
- Turkey. Cake., cortometraggio, regia di Sean Whalen (1999)
- Gossip, regia di Davis Guggenheim (2000)
- Thirteen Days, regia di Roger Donaldson (2000)
- Trespass, regia di Joel Schumacher (2011)
- Grey Lady, regia di John Shea (2017)